# Escut de Llers
L'escut oficial de Llers té el següent blasonament:
Escut caironat: d'or, un castell de gules obert acostat de 2 rocs d'atzur. Per timbre, una corona de baró.

## Història
Va ser aprovat el 4 de desembre del 2003.
S'hi representa el castell de Llers (segle x), seu d'una baronia del comtat de Besalú, que al segle xiii va ser comprada pels Rocabertí als antics propietaris, el monestir de Sant Pere de Ribes. Precisament els dos rocs d'atzur sobre camper d'or provenen de les armes dels Rocabertí. La corona recorda els barons de Llers.